# São Luís do Curu
São Luís do Curu este un oraș în statul Ceará (CE) din Brazilia.